# Setina aurita
Setina aurita is een nachtvlinder uit de familie van de spinneruilen (Erebidae), onderfamilie beervlinders (Arctiinae). 
De spanwijdte bedraagt tussen de 25 en 32 millimeter. Setina aurita gebruikt groot dooiermos als waardplant, maar ook andere korstmossen.
De soort komt verspreid over de Alpen. De vliegtijd is van april tot oktober. De soort overwintert als rups.